# Вікунья (місто)

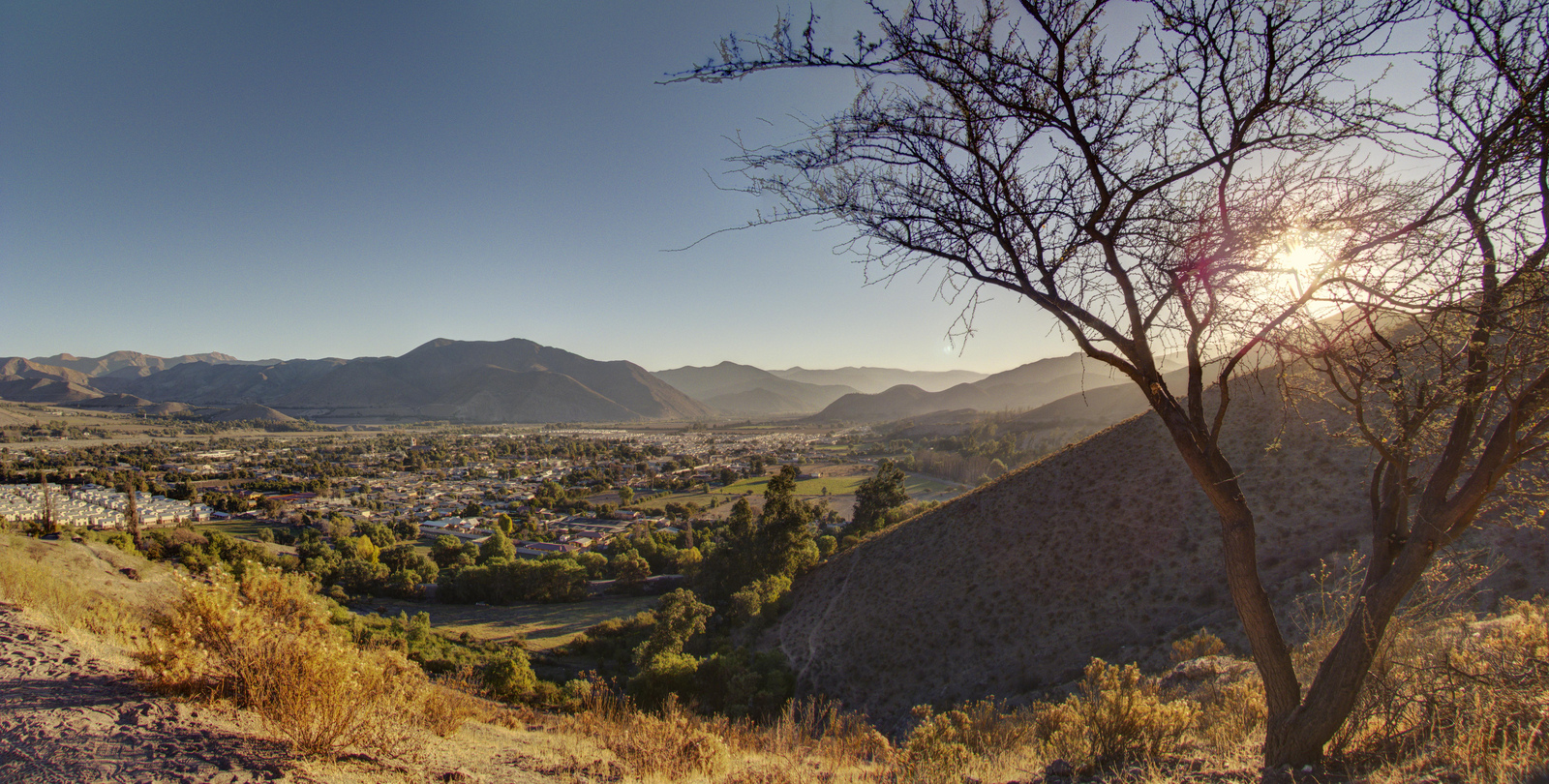
Панорама міста Вікунья

Вікунья (ісп. Vicuña) — місто у країні Чилі. Адміністративний центр однойменної комуни. Населення міста — 12 910 людей (2002). Місто та комуна входить у склад провінції Ельке та області Кокімбо.
Територія комуни — 7 617,1 км². Чисельність населення — 27 771 жителів (2017). Щільність населення — 3,65 люд./км².

## Найважливіші населені пункти
| №  | Населений пункт  | Населений пункт (ісп.) | Категорія | Населення люд. (2002) | На карті                                                                  |
| -- | ---------------- | ---------------------- | --------- | --------------------- | ------------------------------------------------------------------------- |
| 1  | Вікунья          | Vicuña                 | місто     | 12910                 | 30°02′02″ пд. ш. 70°42′46″ зх. д. / 30.033976° пд. ш. 70.7127698° зх. д.  |
| 2  | Рівадавія        | Rivadavia              | селище    | 1075                  | 29°58′37″ пд. ш. 70°33′35″ зх. д. / 29.97699° пд. ш. 70.5597775° зх. д.   |
| 3  | Ель-Тамбо        | El Tambo               | селище    | 952                   | 30°01′52″ пд. ш. 70°46′42″ зх. д. / 30.031234° пд. ш. 70.7782166° зх. д.  |
| 4  | Пераліліо        | Peralillo              | селище    | 733                   | 30°02′24″ пд. ш. 70°39′52″ зх. д. / 30.0400346° пд. ш. 70.6644687° зх. д. |
| 5  | Нуева-Талькуна   | Nueva Talcuna          | селище    | 727                   | 29°57′12″ пд. ш. 70°58′10″ зх. д. / 29.9533423° пд. ш. 70.9694197° зх. д. |
| 6  | Лурдес           | Lourdes                | селище    | 726                   | 30°02′42″ пд. ш. 70°39′42″ зх. д. / 30.0450189° пд. ш. 70.6617518° зх. д. |
| 7  | Діагітас         | Diaguitas              | селище    | 690                   | 30°01′21″ пд. ш. 70°38′02″ зх. д. / 30.0224352° пд. ш. 70.6339359° зх. д. |
| 8  | Маркеса          | Marquesa               | селище    | 538                   | 29°57′53″ пд. ш. 70°58′22″ зх. д. / 29.964681° пд. ш. 70.9726514° зх. д.  |
| 9  | Андаколіто       | Andacollito            | селище    | 503                   | 30°01′24″ пд. ш. 70°37′22″ зх. д. / 30.0232239° пд. ш. 70.6229001° зх. д. |
| 10 | Вільясека        | Villaseca              | селище    | 454                   | 30°02′37″ пд. ш. 70°40′46″ зх. д. / 30.0436862° пд. ш. 70.6794545° зх. д. |
| 11 | Канча-де-Ески    | Cancha de Esquí        | селище    | 422                   | 29°51′46″ пд. ш. 70°02′18″ зх. д. / 29.8627853° пд. ш. 70.0384361° зх. д. |
| 12 | Ла-Калера        | La Calera              | селище    | 387                   | 29°59′53″ пд. ш. 70°59′32″ зх. д. / 29.998109° пд. ш. 70.9921215° зх. д.  |
| 13 | Ла-Компанья      | La Compañía            | селище    | 334                   | 30°02′49″ пд. ш. 70°43′02″ зх. д. / 30.046839° пд. ш. 70.7173549° зх. д.  |
| 14 | Ель-Ареналь      | El Arenal              | селище    | 282                   | 30°01′34″ пд. ш. 70°40′15″ зх. д. / 30.0260084° пд. ш. 70.6707642° зх. д. |
| 15 | Чапілька         | Chapilca               | селище    | 226                   | 29°53′45″ пд. ш. 70°31′20″ зх. д. / 29.895785° пд. ш. 70.5221576° зх. д.  |
| 16 | Ель-Молье        | El Molle               | селище    | 202                   | 29°58′49″ пд. ш. 70°57′14″ зх. д. / 29.9802249° пд. ш. 70.9539343° зх. д. |
| 17 | Ла-Вініта        | La Viñita              | селище    | 185                   | 29°48′50″ пд. ш. 70°48′00″ зх. д. / 29.8138839° пд. ш. 70.7999104° зх. д. |
| 18 | Вілья-Ель-Арраян | Villa El Arrayán       | селище    | 177                   | 30°00′23″ пд. ш. 71°00′15″ зх. д. / 30.0063214° пд. ш. 71.004287° зх. д.  |
| 19 | Полья-Альта      | Polla Alta             | селище    | 153                   | 29°59′05″ пд. ш. 70°57′14″ зх. д. / 29.9847883° пд. ш. 70.953902° зх. д.  |
| 20 | Ла-Кампана       | La Campana             | селище    | 150                   | 30°01′02″ пд. ш. 70°36′17″ зх. д. / 30.0171957° пд. ш. 70.604775° зх. д.  |
| 21 | Вілья-Пулькаро   | Villa Puclaro          | селище    | 130                   | 30°01′10″ пд. ш. 70°49′50″ зх. д. / 30.0193158° пд. ш. 70.8305034° зх. д. |
| 22 | Сан-Карлос       | San Carlos             | селище    | 116                   | 30°01′52″ пд. ш. 70°48′38″ зх. д. / 30.0310794° пд. ш. 70.8106174° зх. д. |
| 23 | Гуанта           | Guanta                 | селище    | 100                   | 29°50′50″ пд. ш. 70°23′17″ зх. д. / 29.847349° пд. ш. 70.3880258° зх. д.  |
| 24 | Варільяр         | Varillar               | селище    | н/д                   | 29°56′55″ пд. ш. 70°32′02″ зх. д. / 29.9484937° пд. ш. 70.5338992° зх. д. |
| 25 | Гуалігуайка      | Gualliguaica           | селище    | н/д                   | 30°00′18″ пд. ш. 70°48′56″ зх. д. / 30.0049548° пд. ш. 70.8156483° зх. д. |

## Розташування
Місто розташоване за 51 км на захід від адмінцентру області міста Ла-Серена на березі ріки Ельке.
Комуна межує:
- на півночі — комуна Альто-дель-Кармен
- на сході — провінція Сан-Хуан (Аргентина)
- на півдні — комуни Пайгуано, Ріо-Уртадо
- на південному заході — комуна Андакольйо
- на заході — комуна Ла-Серена
- на північному заході — комуна Ла-Ігуера

## Демографія
Згідно інформації, яка була зібрана у ході перепису 2012 р. Національним інститутом статистики (анг. INE), населення комуни становить:
| Повне населення                         | Повне населення                         | Повне населення                         | Повне населення                         | Повне населення                         | 26377 |
| --------------------------------------- | --------------------------------------- | --------------------------------------- | --------------------------------------- | --------------------------------------- | ----- |
| у тому числі:                           | Міське населення                        | 15557                                   | Процент міського населення, %           | 58,98                                   |       |
|                                         | Сільське населення                      | 10820                                   | Процент сільського населення, %         | 41,02                                   |       |
|                                         | Чоловіче населення                      | 12881                                   | Процент чоловічого населення, %         | 48,83                                   |       |
|                                         | Жіноче населення                        | 13496                                   | Процент жіночого населення, %           | 51,17                                   |       |
| Щільність населення, люд/км²            | Щільність населення, люд/км²            | Щільність населення, люд/км²            | Щільність населення, люд/км²            | Щільність населення, люд/км²            | 3,46  |
| Населення коммуни в % населення області | Населення коммуни в % населення області | Населення коммуни в % населення області | Населення коммуни в % населення області | Населення коммуни в % населення області | 3,73  |

| Динаміка зміни населення коммуни | Динаміка зміни населення коммуни | Динаміка зміни населення коммуни | Динаміка зміни населення коммуни |
| -------------------------------- | -------------------------------- | -------------------------------- | -------------------------------- |
| 1992                             | 2002                             | 2012                             | 2017                             |
| 21660                            | 24010▲                           | 26377▲                           | 27771▲                           |